# Августовская премия
Августовская премия (Премия им. Августа Стриндберга, шв. «Augustpriset») — ежегодная шведская литературная премия. Существует с 1989 года.

## Описание
Августовской премией награждаются недавно вышедшие в свет книги, издаваемые Шведской ассоциацией издателей (Svenska Förläggareföreningen) с 1989 года. С 1992 года премия вручается в трёх категориях — художественная литература, документальные книги и литература для детей и юношества.
Все шведские издательства могут выдвигать книги на эту премию. Из предложенных книг жюри из пяти человек выбирает шесть номинантов на каждую из категорий. Жюри назначается руководством Шведской ассоциации издателей. После этого победители определяются заседанием комитета из 21 человек. Члены комитета представляют издателей, библиотеки или являются уважаемыми литературными критиками.
Победителю в каждой категории вручается бронзовая статуэтка и 100000 крон. Статуэтка Августа была создана скульптором Михаэлем Фаре в 1989 году. Это — бронзовая статуя весом 3 кг и высотой 31 см. Она составлена из трёх плоских пластинок с силуэтом Августа Стриндберга, что символизирует три стороны его личности: алхимик, писатель и художник. На передней из них Стриндберг изображен держащим руку за лацканом пиджака, на задней — держащим в руке рукопись.
Вручение премии происходит поздней осенью. В 1990 году на Августовскую премию были номинированы 50 авторов. В 2012 году это число увеличилось до 400 авторов. Сесилия Линдквист, Черстин Экман, Пер Улов Энквист, Ульф Нильссон и Бенгт Янгфельдт получили эту премию по два раза. Сесилия Линдквист номинировалась наибольшее число раз — семь. Анна Хёглунд, Пия Линденбаум, Ульф Старк и Пер Улов Энквист были номинированы по шесть раз каждый.

## Победители

### Победители в 2018 году
- Художественная литература: Линнея Аксельсон, Ædnan («Эдна») (Albert Bonniers Förlag)
- Документальная литература: Магнус Вестербру, Svälten: hungeråren som formade Sverige («Голод: голодные годы, которые сформировали Швецию») (Albert Bonniers Förlag)
- Литература для детей и юношества: Эмма Адбоге, Gropen («Яма») (Rabén & Sjögren)

### Победители в 2017 году
- Художественная литература: Юханнес Анюру, De kommer att drunkna i sina mödrars tårar («Они утонут в слезах своих матерей») (Norstedts)
- Документальная литература: Фатима Бреммер, Ett jävla solsken: En biografi om Ester Blenda Nordström («Чертово солнышко: Биография Эстер Бленды Нурдстрем») (Forum)
- Литература для детей и юношества: Сара Лундберг, Fågeln i mig flyger vart den vill («Птица во мне летит куда хочет»)

### Победители в 2016 году
- Художественная литература: Лина Вульфф, De polyglotta älskarna («Любовники-полиглоты»), (Albert Bonniers Förlag)
- Документальная литература: Нина Бертон, Gutenberggalaxens nova: en essäberättelse om Erasmus av Rotterdam, humanismen och 1500-talets medierevolution («Новая галактики Гуттенберга. Эссе об Эразмусе Роттердамском, гуманизме и медиареволюции XVI века») (Albert Bonniers Förlag)
- Литература для детей и юношества: Анн-Хелен Лестадиус, Tio över ett («Десять минут второго») (Rabén & Sjögren)

### Победители в 2015 году
- Художественная литература: Юнас Хассен Кемири, Allt jag inte minns («Всё, что я не помню»), (Albert Bonniers Förlag)
- Документальная литература: Карин Бойс[швед.], Min europeiska familj. De senaste 54 000 åren («Моя европейская семья. Последние 54000 лет»), (Albert Bonniers Förlag)
- Литература для детей и юношества: Джессика Шифауэр[швед.], När hundarna kommer («Когда придут собаки»), (Bonnier Carlsen)

### Победители в 2014 году
- Художественная литература: Кристина Сандберг[швед.], Liv till varje pris («Жизнь любой ценой»), (Norstedts)
- Документальная литература:Ларс Лерин[швед.], Naturlära («Естественное обучение»), (Bonniers)
- Литература для детей и юношества: Якоб Вегелиус[швед.], Mördarens apa («Обезьянка-убийца»), (Bonnier Carlsen)

### Победители в 2013 году

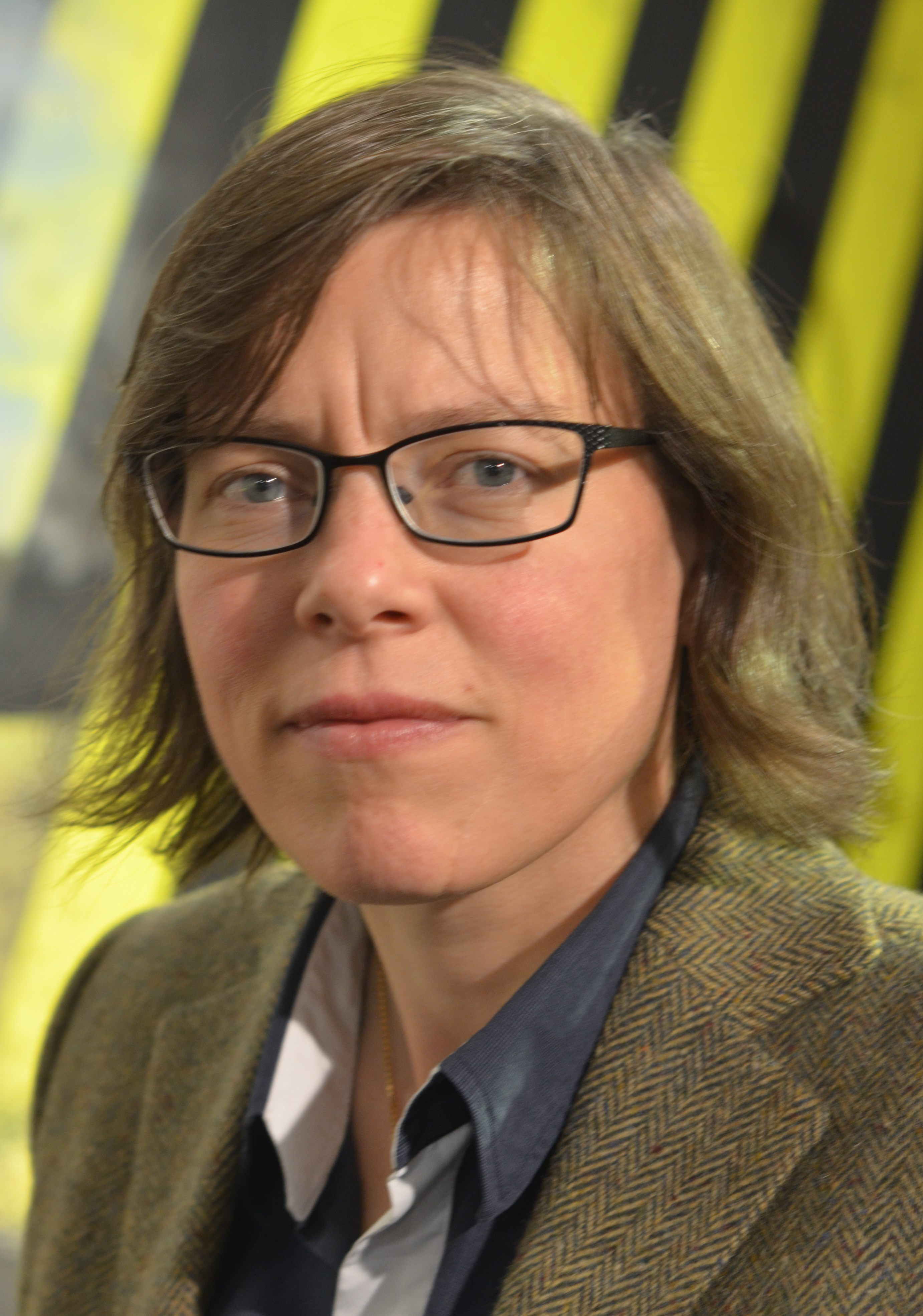
Лена Андерссон, лауреат в 2013 году

- Художественная литература: Лена Андерссон (шв. Lena Andersson), Egenmäktigt förfarande — en roman om kärlek («Самовольное поведение — роман о любви»), (Natur & Kultur)
- Документальная литература: Беа Уусма (шв. Bea Uusma), Expeditionen. Min kärlekshistoria («Экспедиция. Моя история любви»), (Norstedts)
- Литература для детей и юношества: Эллен Карлссон (шв. Ellen Karlsson) och Эва Линдстрём, (шв. Eva Lindström), Snöret, fågeln och jag («Шнурок, птица и я»), (Hippo bokförlag)

### Победители в 2012 году

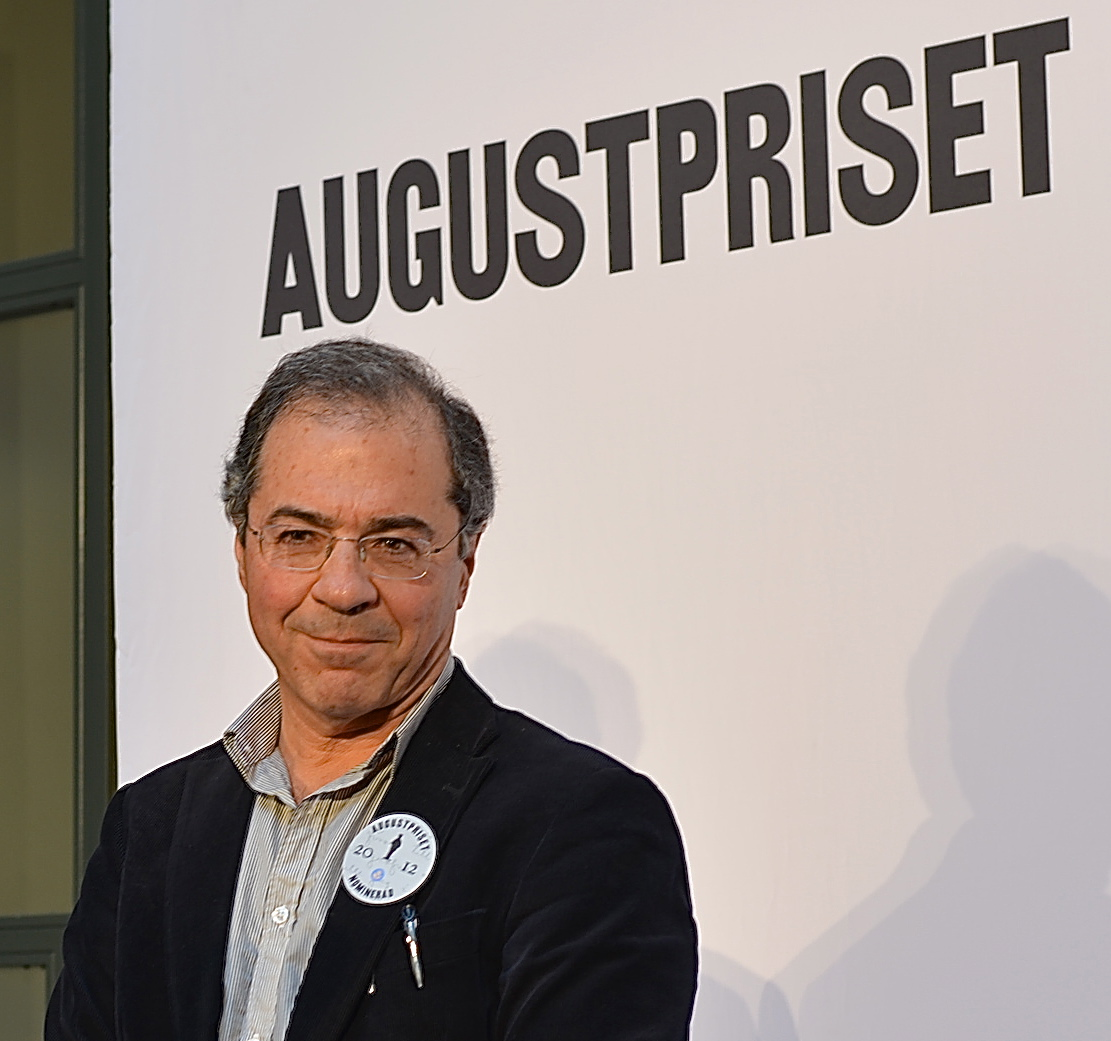
Йоран Русенберг, лауреат в 2012 году

- Художественная литература: Йоран Русенберг (шв. Göran Rosenberg), Ett kort uppehåll på vägen från Auschwitz («Короткая остановка по дороге из Освенцима»), (Издательство Albert Bonniers)
- Документальная литература: Ингрид Карлберг (шв. Ingrid Carlberg), Det står ett rum här och väntar på dig — Berättelsen om Raoul Wallenberg («Здесь есть комната для тебя и она ждёт тебя- Рассказы о Рауле Валленберге»), (Издательство Norstedts)
- Литература для детей и юношества: Нина Улмая (шв. Nina Ulmaja), ABC å allt om det («АБВ и всё об этом»), (Издательство Bonnier Carlsen)

### Победители в 2011 году

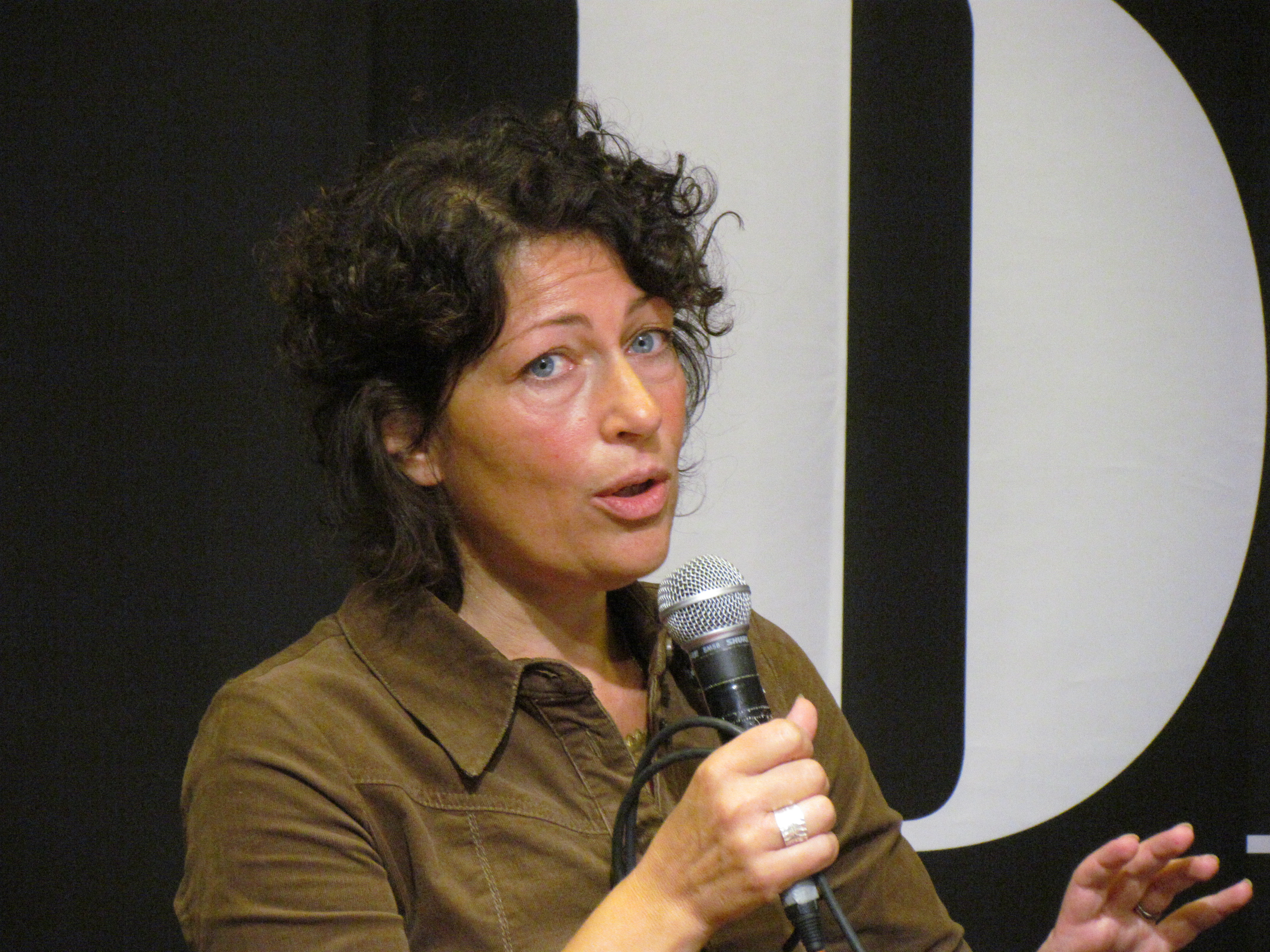
Элисабет Осбринк, лауреат в 2011 году

- Художественная литература: Тумас Баннерхед (шв. Tomas Bannerhed), Korparna («Во́роны»), (Издательство Weyler)
- Документальная литература: Элисабет Осбринк (шв. Elisabeth Åsbrink), Och i Wienerwald står träden kvar («А во Вьенервальде по-прежнему стоит дерево»), (Издательство Natur & Kultur)
- Литература для детей и юношества: Ессика Шифауэр (шв. Jessica Schiefauer), Pojkarna («Мальчишки»), (Издательство Bonnier Carlsen)

### Победители в 2010 году
- Художественная литература: Сигрид Комбюхен (шв. Sigrid Combüchen), Spill. En damroman («Отходы. Женский роман»), (Издательство Norstedts)
- Документальная литература: Ивонне Хирдман (шв. Yvonne Hirdman), Den röda grevinnan («Красная графиня»), (Издательство Ordfront)
- Литература для детей и юношества: Йенни Йегерфельд (шв. Jenny Jägerfeld), Här ligger jag och blöder («Лежу и истекаю кровью»), (Издательство Gilla Böcker)

### Победители в 2009 году
- Художественная литература: Стив Стен-Сандберг (шв. Steve Sem-Sandberg), De fattiga i Łódź («Бедные в Лодзи»), (Издательство Albert Bonniers)
- Документальная литература: Брутус Эстлинг (шв. Brutus Östling) и Сусанне Окессон (шв. Susanne Åkesson), Att överleva dagen («Пережить день»), (Издательство Symposion)
- Литература для детей и юношества: Ильва Карлссон (шв. Ylva Karlsson), Катарина Куикк (шв. Katarina Kuick), Сара Лундберг (шв. Sara Lundberg) и Лилиан Бекман (шв. Lilian Bäckman), Skriv om och om igen («Напиши ещё опять и опять»), (Издательство X Publishing)

### Победители в 2008 году
- Художественная литература: Пер Улов Энквист (шв. Per Olov Enquist), Ett annat liv («Другая жизнь»), (Издательство Norstedts)
- Документальная литература: Пауль Дункан (шв. Paul Duncan) и Бенгт Ванзелиус (шв. Bengt Wanselius), Regi Bergman («Режиссёр Бергман»), (Издательство Max Ström)
- Литература для детей и юношества: Якуб Вегелиус (шв. Jakob Wegelius), Legenden om Sally Jones ("Легенда о Салли Джонс), (Издательство Bonnier Carlsen)

### Победители в 2007 году

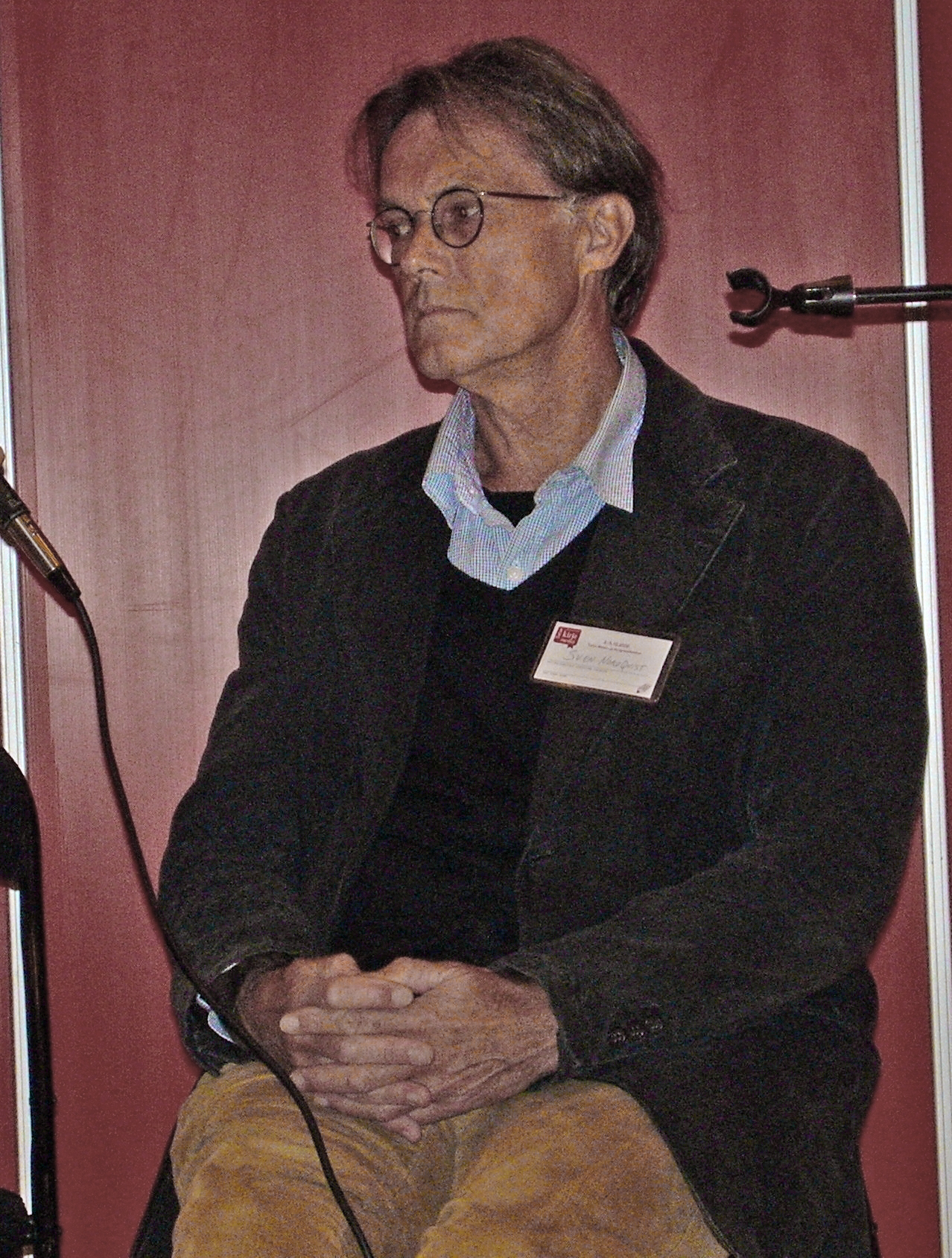
Свен Нурдквист, лауреат в 2007 году

- Художественная литература: Карл-Хеннинг Вийкмарк (шв. Carl-Henning Wijkmark), Stundande natten («Приближающаяся ночь»), (Издательство Norstedts)
- Документальная литература: Бенгт Янгфельдт .(шв. Bengt Jangfeldt), Med livet som insats («Ставка — жизнь: Владимир Маяковский и его круг»), (Издательство Wahlström & Widstrand)
- Литература для детей и юношества: Свен Нурдквист (шв. Sven Nordqvist), Var är min syster? («Где моя сестра?»), (Издательство Opal)

### Победители в 2006 году
- Художественная литература: Сусанна Алакоски (шв. Susanna Alakoski), Svinalängorna («Свинарники»), (Издательство Albert Bonniers)
- Документальная литература: Сесилия Линдквист (шв. Cecilia Lindqvist), Qin («Цинь»), (Издательство Albert Bonniers)
- Литература для детей и юношества: Пер Нильссон (шв. Per Nilsson), Svenne («Свенне»), (Издательство Rabén & Sjögren)

### Победители в 2005 году

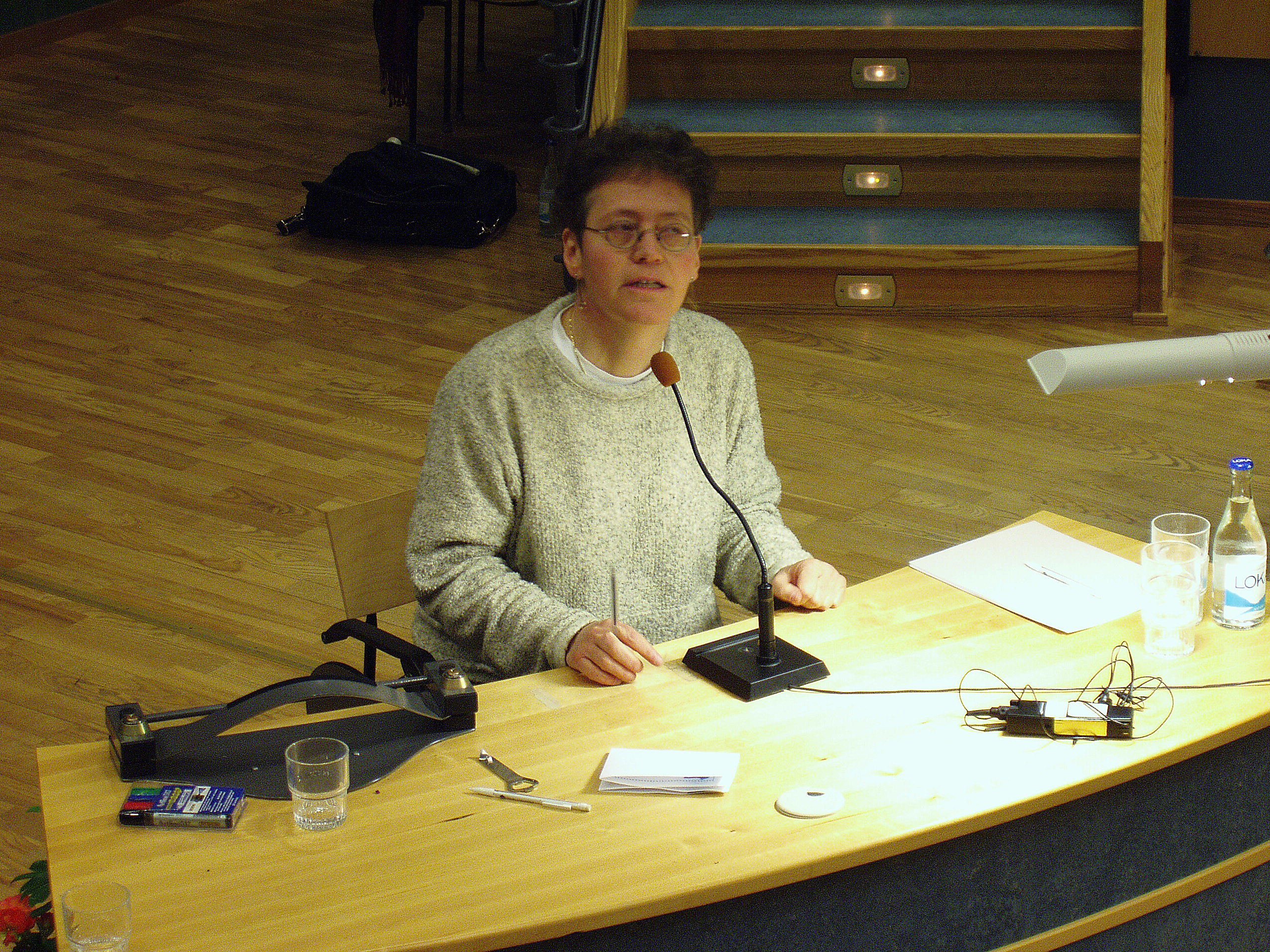
Лена Эйнхорн, лауреат в 2005 году

- Художественная литература: Моника Фагерхольм (шв. Monika Fagerholm), Den amerikanska flickan («Американская девочка»), (Издательство Albert Bonniers)
- Документальная литература: Лена Эйнхорн (шв. Lena Einhorn), Ninas resa («Поездка Нины»), (Издательство Prisma)
- Литература для детей и юношества: Бу Р. Холмберг (шв. Bo R. Holmberg) и Катарина Стрёмгор (шв. Katarina Strömgård), Eddie Bolander & jag («Эдди Буландер и я»), (Издательство Rabén & Sjögren)

### Победители в 2004 году
- Художественная литература: Бенгт Олссон (шв. Bengt Ohlsson), Gregorius («Грегориус»), (Издательство Albert Bonniers)
- Документальная литература: Сверкер Сёрлин (шв. Sverker Sörlin), Europas idéhistoria 1492—1918 («История идей в Европе 1492—1918»); Världens ordning («Мировой порядок») и Mörkret i människan («Темнота в человеке»), (Издательство Natur & Kultur)
- Литература для детей и юношества: Катарина Киери (шв. Katarina Kieri), Dansar Elias? Nej! («Танцует ои Элиас? Нет!»), (Издательство Rabén & Sjögren)

### Победители в 2003 году
- Художественная литература: Черстин Экман (шв. Kerstin Ekman), Skraplotter («Лотерейные билеты»), (Издательство Albert Bonniers)
- Документальная литература: Нильс Удденберг (шв. Nils Uddenberg), Idéer om livet («Идеи о жизни»), (Издательство Natur & Kultur)
- Литература для детей и юношества: Юханна Тюделл (шв. Johanna Thydell), I taket lyser stjärnorna («На потолке горят звёзды»), (Издательство Natur & Kultur)

### Победители в 2002 году
- Художественная литература: Карл-Юхан Валлгрен (шв. Carl-Johan Vallgren), Den vidunderliga kärlekens historia («История фантастической любви»), (Издательство Albert Bonniers)
- Документальная литература: Ларс-Улоф Ларссон (шв. Lars-Olof Larsson), Gustav Vasa — landsfader eller tyrann? («Густав Васа — отец страны или тиран?»), (Издательство Prisma)
- Литература для детей и юношества: Ульф Нильссон (шв. Ulf Nilsson) и Анна-Клара Тидхольм (шв. Anna-Clara Tidholm), Adjö, herr Muffin («Адьо, господин Кекс»), (Издательство Bonnier Carlsen)

### Победители в 2001 году
- Художественная литература: Турбьёрн Флюгт (шв. Torbjörn Flygt), Underdog («Андердог» или «Тёмная лошадка»), (Издательство Norstedts)
- Документальная литература: Ханс Хаммаршёльд (шв. Hans Hammarskiöld), Анита Теорелл (шв. Anita Theorell), Пер Вестберг (шв. Per Wästberg), Minnets stigar («Шаги памяти»), (Издательство Max Ström)
- Литература для детей и юношества: Сара Кадефорс (шв. Sara Kadefors), Sandor slash Ida («Шандор/Ида»), (Издательство Bonnier Carlsen)

### Победители в 2000 году

Дикк Харрисон, лауреат в 2005 году

- Художественная литература: Микаель Ниеми (шв. Mikael Niemi), Populärmusik från Vittula («Популярная музыка из Виттулы»), (Издательство Norstedts)
- Документальная литература: Дикк Харрисон (шв. Dick Harrison), Stora döden («Большая смерть»), (Издательство Ordfront)
- Литература для детей и юношества: Пия Линденбаум (шв. Pija Lindenbaum), Gittan och gråvargarna («Гиттан и серые волки»), (Издательство Rabén & Sjögren)

### Победители в 1999 году
- Художественная литература: Пер Улов Энквист (шв. Per Olov Enquist), Livläkarens besök («Визит к врачевателю душ», (Издательство Norstedts)
- Документальная литература: Ян Свартвик (шв. Jan Svartvik), Engelska — öspråk, världsspråk, trendspråk («Английский — островной язык, мировой язык, модный язык», (Издательство Norstedts Ordbok)
- Литература для детей и юношества: Стефан Каста (шв. Stefan Casta), Spelar död («Притворяется мёртвым»), (Издательство Opal)

### Победители в 1998 году

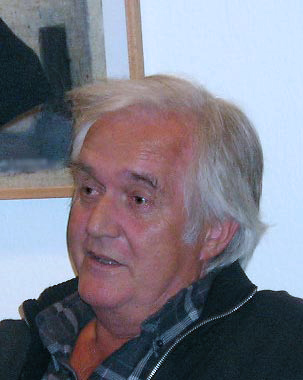
Хеннинг Манкель, лауреат в 1998 году

- Художественная литература: Ёран Тунстрём (шв. Göran Tunström), Berömda män som varit i Sunne («Известные люди, которые были в Сунне», (Издательство Albert Bonniers)
- Документальная литература: Бенгт Янгфельдт (шв. Bengt Jangfeldt), Svenska vägar till S:t Petersburg («Шведские пути к Санкт-Петербургу»), (Издательство Wahlström & Widstrand)
- Литература для детей и юношества: Хеннинг Манкель, (шв. Henning Mankell), Resan till världens ände («Путешествие к краю Земли»), (Издательство Rabén & Sjögren)

### Победители в 1997 году
- Художественная литература: Майгулль Аксельссон (шв. Majgull Axelsson), Aprilhäxan («Апрельская ведьма»), (Издательство Prisma)
- Документальная литература: Свен-Эрик Лидман (шв. Sven-Eric Liedman), I skuggan av framtiden («В тени будущего»), (Издательство Bonnier Alba)
- Литература для детей и юношества: Анника Тор (шв. Annika Thor), Sanning eller konsekvens («Правда или последствия»), (Издательство Bonnier Carlsen)

### Победители в 1996 году

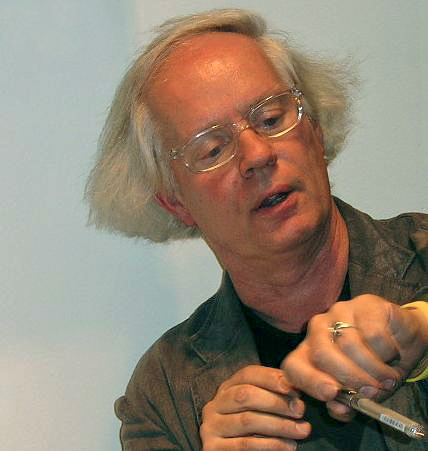
Ульф Старк, лауреат в 1996 году

- Художественная литература: Тумас Транстрёмер (шв. Tomas Tranströmer), Sorgegondolen («Гондола печали»), (Издательство Albert Bonniers
- Документальная литература: Мая Хагерман (шв. Maja Hagerman), Spåren av kungens män («Следы людей короля»), (Издательство Prisma), ISBN 91-518-2927-4
- Литература для детей и юношества: Ульф Старк (шв. Ulf Stark) и Анна Хёглунд (шв. Anna Höglund) (иллюстратор), Min syster är en ängel («Мря сестрёнка- ангел») (Издательство Alfabeta)

### Победители в 1995 году
- Художественная литература: Торгни Линдгрен (шв. Torgny Lindgren), Hummelhonung («Шмелиный мёд»), (Издательство Norstedts)
- Документальная литература: Мариа Флинк (шв. Maria Flinck), Tusen år i trädgården. Från sörmländska herrgårdar och bakgårdar («Тысяча лет в садах. Из сёрмдланских усадьб и задних дворов»), (Издательство Tiden)
- Литература для детей и юношества: Русе Лагеркранц (шв. Rose Lagercrantz), Flickan som inte ville kyssas, («Девочка, которая не хотела целоваться»), (Издательство Brombergs)

### Победители в 1994 году

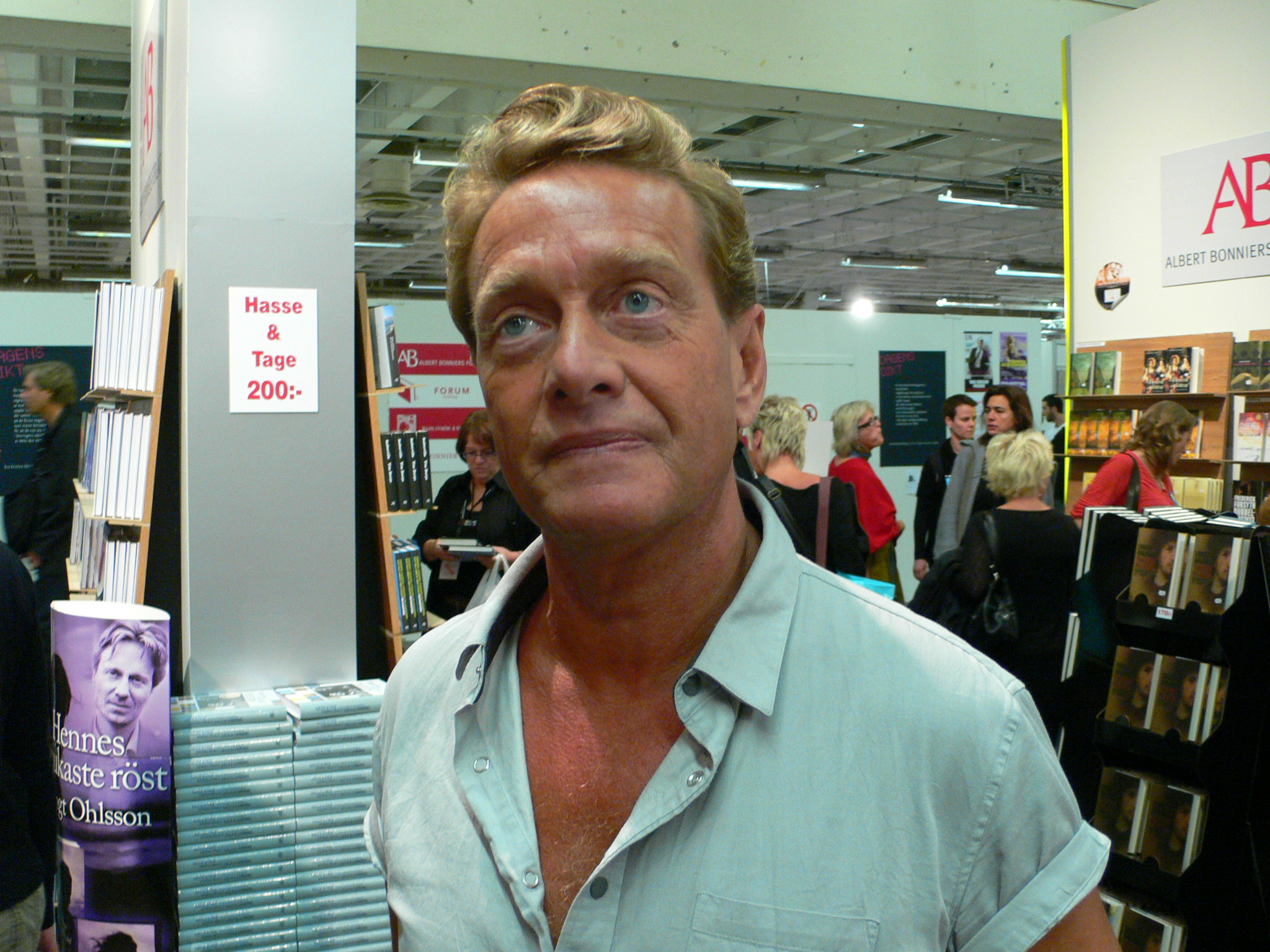
Бьорн Ранелид, лауреат в 1994 году

- Художественная литература: Бьорн Ранелид (шв. Björn Ranelid), Synden («Грех»), (Издательство Bonnier Alba)
- Документальная литература: Лейф Юнссон (шв. Leif Jonsson) с соавторами: Musiken i Sverige I—IV («Музыка в Швеции I—IV», (Издательство Lind & Co)
- Литература для детей и юношества: Ульф Нильссон (шв. Ulf Nilsson), Mästaren och de fyra skrivarna («Мастер и четыре машинистки»), (Издательство Natur & Kultur)

### Победители в 1993 году
- Художественная литература: Черстин Экман (шв. Kerstin Ekman), Händelser vid vatten («Происшествия у воды»), (Издательство Albert Bonniers)
- Документальная литература: Петер Энглунд (шв. Peter Englund), Ofredsår (Издательство Atlantis (издательство))
- Литература для детей и юношества: Матс Вал (шв. Mats Wahl), Vinterviken (шв. «Зимняя бухта»), (Издательство Bonnier Carlsen)

### Победители в 1992 году

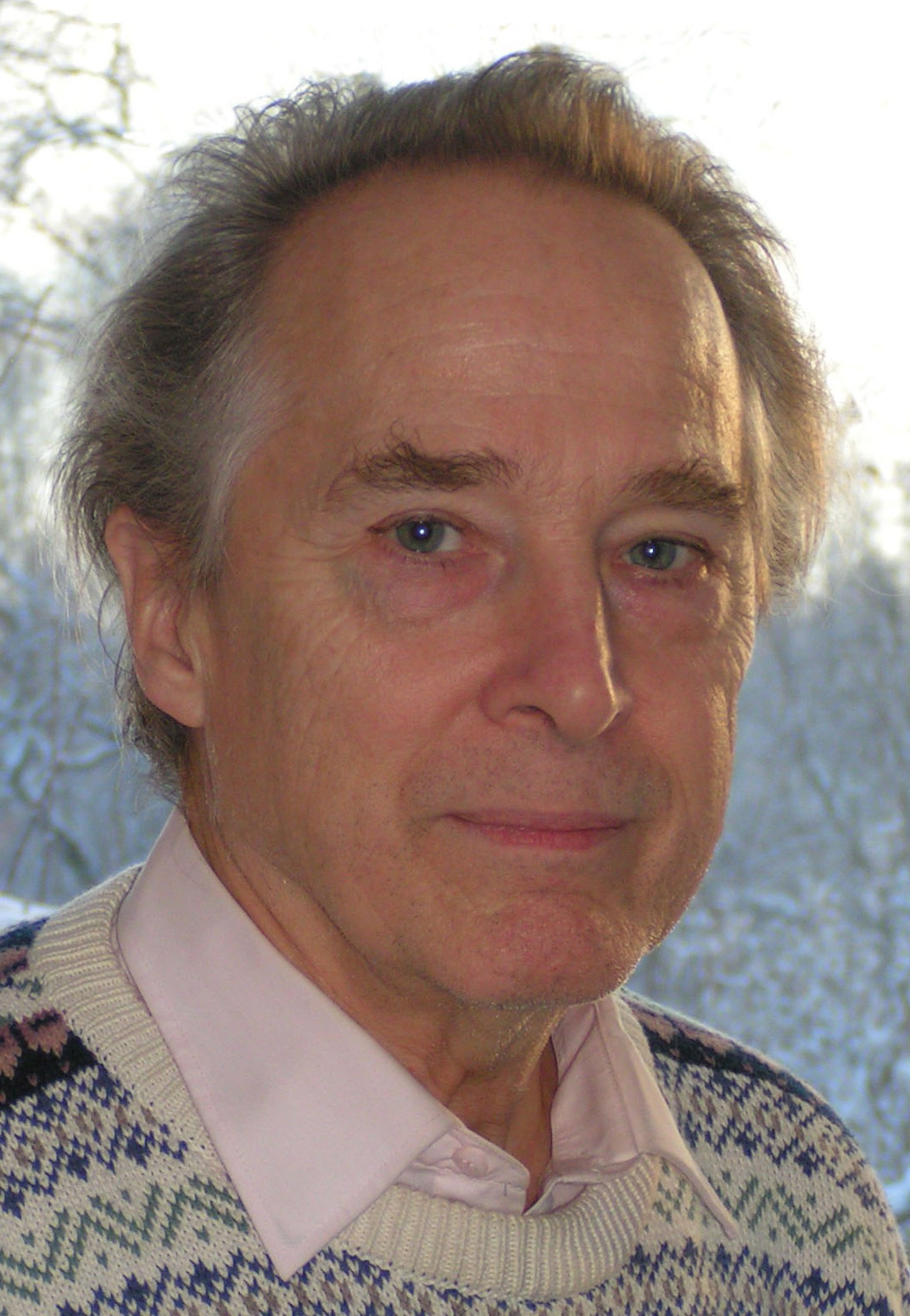
Петер Поль, лауреат в 1992 году

- Художественная литература: Никлас Родстрём (шв. Niklas Rådström), Medan tiden tänker på annat («Временами думаю о другом»), (Издательство Gedins)
- Документальная литература: Гуннар Бруберг (шв. Gunnar Broberg) и соавторы, Gyllene äpplen («Золотое яблоко»), (Издательство Atlantis)
- Литература для детей и юношества: Петер Поль (шв. Peter Pohl) и Чинна Гит (Kinna Gieth), Jag saknar dig, jag saknar dig! («Мне не хватает тебя, мне не хватает тебя!»), (Издательство Rabén & Sjögren)

### Победитель в 1991 году
- Победитель: Свен Дельбланк (шв. Sven Delblanc), Livets Ax («Колос жизни»), (Издательство Albert Bonniers)

### Победитель в 1990 году
- Победитель: Ларс Алин (шв. Lars Ahlin), De sotarna! De sotarna! («Трубочисты! Трубочисты!»), (Издательство Albert Bonniers)

### Победитель в 1989 году

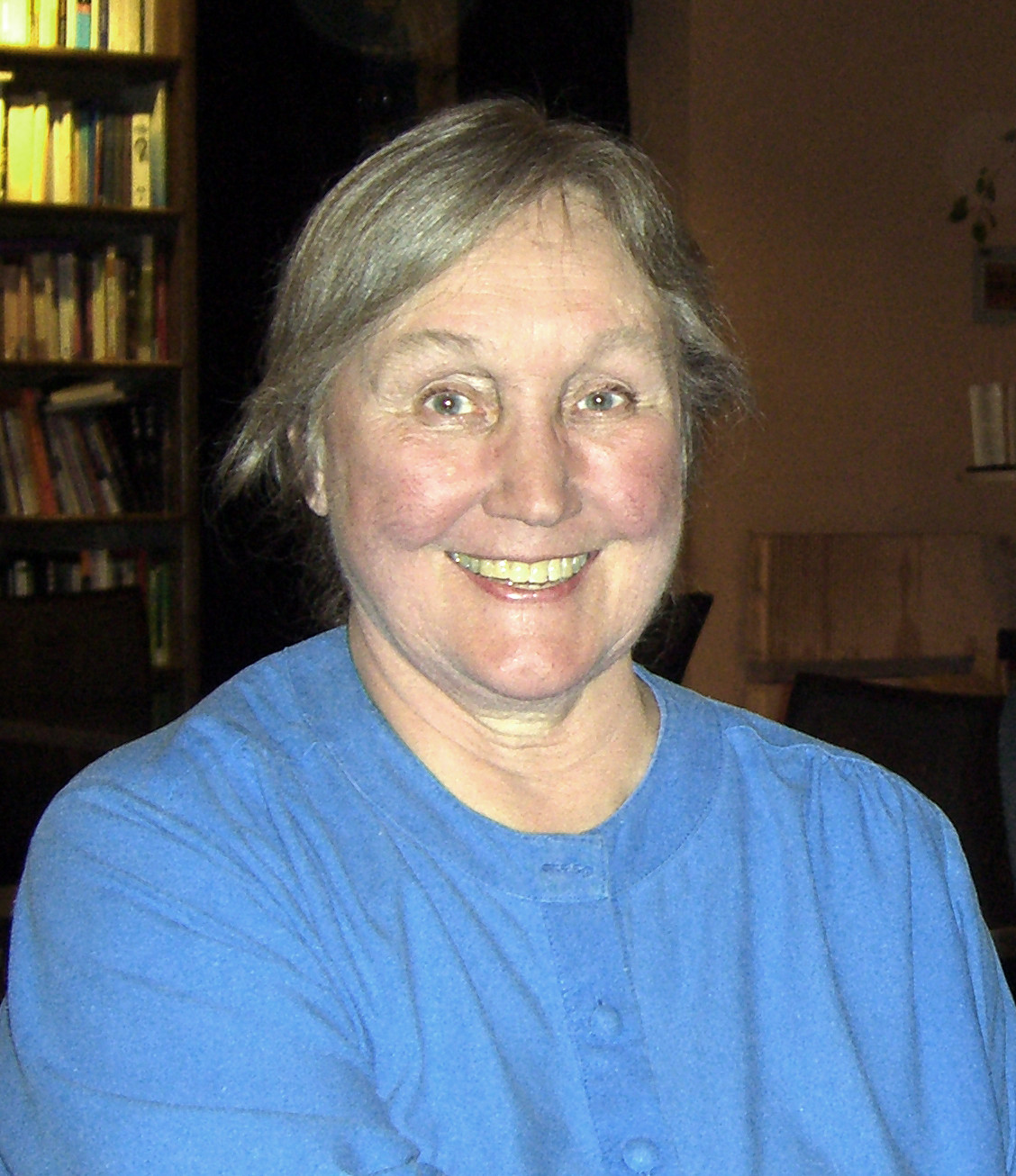
Сесилия Линдквист, лауреат в 1989 и 2006 годах

- Победитель: Сесилия Линдквист (шв. Cecilia Lindqvist), Tecknens rike («Страна иероглифов»), (Издательство Albert Bonniers)

## Дополнительные ссылки
- Om Augustpriset på Svenska Förläggareföreningens webbplats
- Augustaffischen